# Byton (Herefordshire)
Byton est une paroisse civile et un village du Herefordshire, en Angleterre.